# 中野千代人
中野 千代人（なかの ちよと、男性、1913年2月7日 - 没年不詳）は、日本の元アマチュアボクシング選手。ベルリンオリンピックフライ級日本代表。専修大学卒業。
1934年と1936年、全日本選手権にいずれもフライ級で優勝を収めた。
1936年、ベルリンオリンピックにフライ級の日本代表として出場し、1回戦にポイント勝ちを収め、2回戦でポイント負けとなった。

## 獲得タイトル
- 第9回全日本選手権フライ級優勝
- 第11回全日本選手権フライ級優勝